# Bathyraja shuntovi
Bathyraja shuntovi är en rockeart som beskrevs av Vladimir Nikolaevich Dolganov 1985. Bathyraja shuntovi ingår i släktet Bathyraja och familjen egentliga rockor. IUCN kategoriserar arten globalt som otillräckligt studerad. Inga underarter finns listade.